# New Zealand and Australian Division

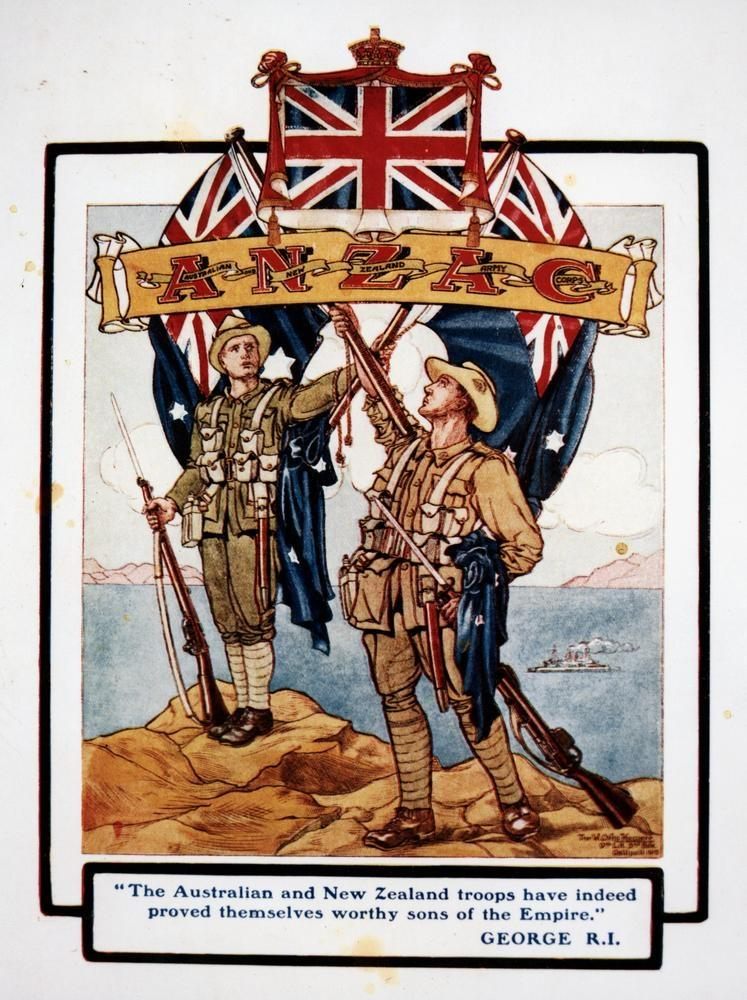
Plakat des ANZAC

Die New Zealand and Australian Division war ein Kampfverband der Australian Army und der New Zealand Army im Ersten Weltkrieg.

## Geschichte
Die britischen Dominions Australien und Neuseeland hatten dem Deutschen Kaiserreich 1914 den Krieg erklärt. Da die neuseeländischen Truppen zum damaligen Zeitpunkt noch keine eigenen größeren Verbände in Europa aufstellen konnten, wurde ab Dezember 1914 ein gemeinsamer Verband mit den Australiern in Ägypten aufgestellt. Die neugegründete Einheit gehörte zum ANZAC, ihr Kommandeur war General Alexander Godley. Dabei bestand die Division überwiegend aus Infanterie und Kavallerie. Diese waren jedoch für Einsätze in Küstenregionen oder in hügeligem Gebiet nicht ausgebildet.
Im April 1915 nahm die Division an der Schlacht von Gallipoli teil. Nach einer amphibischen Landung kam es zu heftigen Kämpfen mit den türkischen Verteidigern. Bei den verlustreichen Kämpfen in den folgenden Monaten konnte sich insbesondere die New Zealand Infantry Brigade bei der Zweiten Schlacht von Krithia und bei den Kämpfen um Chunuk Bair behaupten. Dem neuseeländischen Korporal Cyril Bassett wurde dabei später das Victoria Cross verliehen, da er während der Kämpfe die Telefonverbindung der Einheiten gehalten hatte. Ebenso kämpfte die Division bei der Schlacht von Sari Bair und um Chunuk Bair (6. bis 19. August 1915). Die Neuseeländer konnten zwar die dortige Höhe 971 besetzen, wurden jedoch wenig später von den Türken wieder vertrieben. Eine besondere Rolle spielte die Division bei den Kämpfen um Höhe 60, die Australier und Neuseeländer bildeten hierbei die Angriffsspitze. Sie konnten sich zwar an der Höhe festklammern, sie aber nicht erobern. Infolge des Beschusses, zahlreicher Fälle von Dysenterie und nur mangelnder Verstärkung verlor die Division, samt ihren Verbündeten, 2500 Mann. Die Operation wurde schließlich am 29. August 1915 abgebrochen und die Überlebenden von der Halbinsel Gallipoli evakuiert.
Nach der erfolglosen Schlacht wurde die Division, deren Untereinheiten starke Verluste hatten hinnehmen müssen, schließlich im Dezember 1915 aufgelöst. Die Brigaden wurden aufgefrischt und dann zu weiteren Einsätzen verbracht.

## Gliederung
New Zealand Infantry Brigade
- Auckland Battalion
- Canterbury Battalion
- Otago Battalion
- Wellington Battalion

Australian 4th Infantry Regiment
- 13th Battalion
- 14th Battalion
- 15th Battalion
- 16th Battalion

1st Light Horse Brigade
- 1st Light Horse Regiment
- 2nd Light Horse Regiment
- 3rd Light Horse Regiment

New Zealand Mounted Rifles Brigade
- Auckland Mounted Rifles Regiment
- Canterbury Mounted Rifles Regiment
- Wellington Mounted Rifles Regiment
- New Zealand (Māori) Pioneer Battalion

New Zealand and Australian Division Artillery
- New Zealand 1st Field Artillery Brigade
- New Zealand 2nd Field Artillery Brigade

New Zealand and Australian Division Engineers
- 1st New Zealand Field Company
- 2nd New Zealand Field Company
- 5th Field Company
- New Zealand and Australian Division Signals Company

New Zealand and Australian Division Medical Services
- 4th Field Ambulance
- New Zealand and Australian Field Ambulance
- New Zealand Mounted Field Ambulance

New Zealand and Australian Division Train
- 5th Australian Army Service Corps Company
- 7th Australian Army Service Corps Company
- 12th Australian Army Service Corps Company
- 1st New Zealand Army Service Corps Company

New Zealand and Australian Mobile Veterinary Section